# Prefektura Hjógo

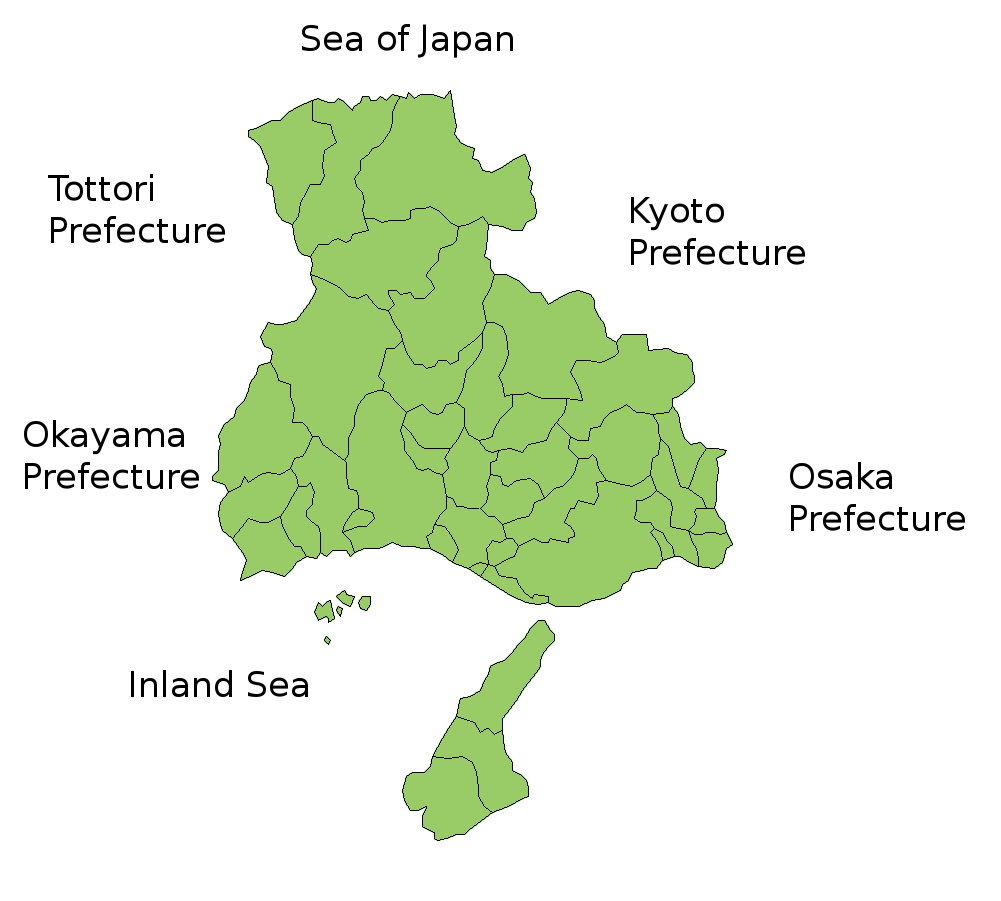
Mapa prefektury Hjógo

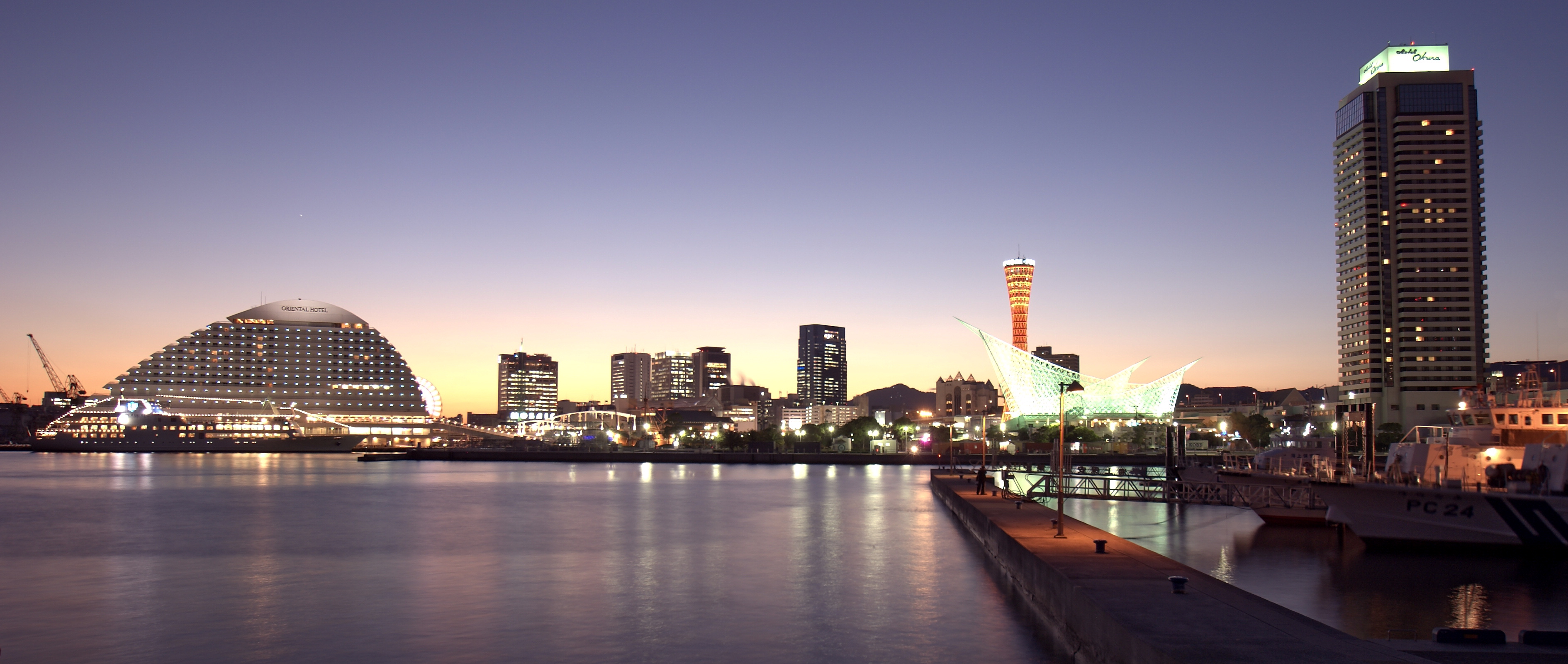
Přístav v Kóbe

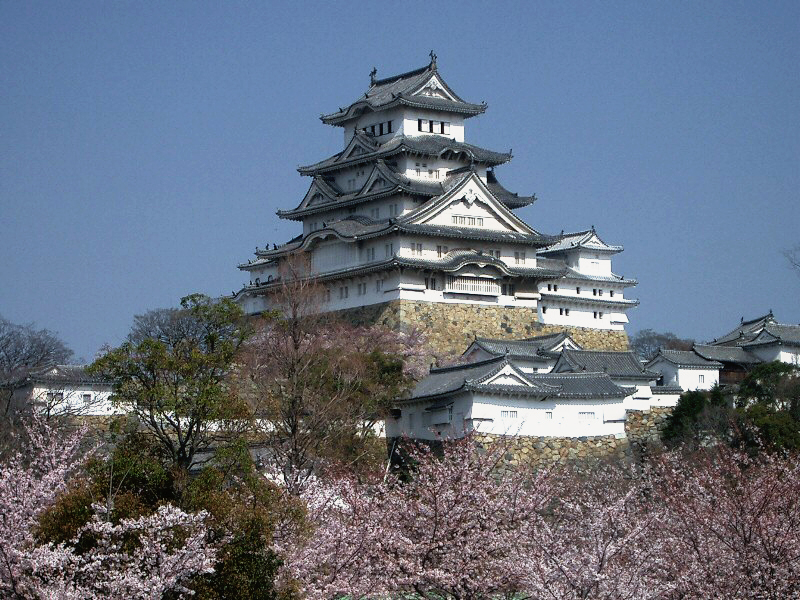
Hrad Himedži(姫路)

Prefektura Hjógo (japonsky: 兵庫県, Hjógo-ken) je jednou ze 47 prefektur Japonska. Nachází se v regionu Kansai na ostrově Honšú. Hlavním městem je Kóbe.
Prefektura má rozlohu 8 393,34 km² a k 1. říjnu 2005 měla 5 595 212 obyvatel.

## Geografie
Na východě prefektura sousedí s prefekturami Kjóto a Ósaka, na západě s prefekturami Okajama a Tottori.
Na severu i na jihu má prefektura přístup k moři. Ze severu je omývána vodami Japonského moře, jižní část leží na pobřeží Vnitřního moře. Střední část je hornatá. Území prefektury zahrnuje také ostrov Awadžišima (淡路島), který je dvěma silničními mosty propojen s ostrovy Honšú a Šikoku.
Severní část prefektury je osídlená jen zřídka, v centrálním horském pásmu jsou jen malé vesnice. Většina populace žije na jižním pobřeží, které je součástí aglomerace Kjóto - Ósaka - Kóbe.
V létě bývá v celé prefektuře horko a vlhko. V zimě naopak bývá severní část prefektury pokryta velkými přívaly sněhu, v jižní části ale bývají jen příležitostné sněhové přeháňky.

### Města
V prefektuře Hjógo je 29 velkých měst (市, ši):
| - Aioi (相生) - Akaši (明石) - Akó (赤穂) - Amagasaki (尼崎) - Asago (朝来) - Ašija (芦屋) - Awadži (淡路) - Himedži (姫路) - Itami (伊丹) - Jabu (養父) | - Kakogawa (加古川) - Kasai (加西) - Kató (加東) - Kawaniši (川西) - Kóbe (神戸, hlavní město) - Miki (三木) - Minamiawadži (南あわじ) - Nišinomija (西宮) - Nišiwaki (西脇) - Ono (小野) | - Sanda (三田) - Sasajama (篠山) - Sumoto (洲本) - Šisó (宍粟) - Tacuno (たつの (龍野)) - Takara(d)zuka (宝塚) - Takasago (高砂) - Tanba (丹波) - Tojo'oka (豊岡) |  |

## Ekonomika
Nachází se zde velké množství těžkého průmyslu. Kóbe patří k největším námořním přístavům v Japonsku.

## Turismus
Kóbe je jednou z populárních turistických destinací. Pro Japonce je symbolem kontaktu se Západem. Nad přístavem lze zhlédnout původní domy prvních amerických a evropských návštěvníků.
Hlavním lákadlem je bez pochyby hrad Himedži (姫路), kulturní památka na seznamu světového kulturního dědictví UNESCO. Vysoké návštěvnosti nahrává také snadná dostupnost z Kjóta a Ósaky pomocí Šinkansenu.